# 彩月つくし
彩月 つくし（さいづき つくし、8月6日 - ）は、日本の女優。元宝塚歌劇団雪組の娘役。
福岡県福岡市、市立平尾中学校出身。身長162cm。血液型B型。愛称は「つくし」。
所属事務所はバニラ。

## 来歴
2009年、宝塚音楽学校入学。
2011年、宝塚歌劇団に97期生として入団。入団時の成績は7番。星組公演「ノバ・ボサ・ノバ／めぐり会いは再び」で初舞台。
2012年、組まわりを経て雪組に配属。
2016年8月15日、「ローマの休日」（中日劇場・赤坂ACTシアター・梅田芸術劇場公演）千秋楽をもって、宝塚歌劇団を退団。

## 人物
実母は宝塚OGでもある筑紫野あやである。

## 宝塚歌劇団時代の主な舞台

### 初舞台
- 2011年4 - 5月、星組『ノバ・ボサ・ノバ』『めぐり会いは再び』（宝塚大劇場のみ）

### 組まわり
- 2011年9 - 11月、雪組『仮面の男』『ROYAL STRAIGHT FLUSH!!』

### 雪組時代
- 2012年3 - 5月、『ドン・カルロス』 - 新人公演：女官テレサ（本役：天舞音さら）『Shining Rhythm!』
- 2012年7 - 8月、『フットルース』（梅田芸術劇場・博多座）
- 2012年10 - 12月、『JIN-仁-』 - お冬、新人公演：玉（本役：此花いの莉）『GOLD SPARK!-この一瞬を永遠に-』
- 2013年2月、『ブラック・ジャック』（ドラマシティ・日本青年館） - 渋井
- 2013年4 - 7月、『ベルサイユのばら-フェルゼン編-』 - 小公女、新人公演：農民（本役：笙乃茅桜）[3]
- 2013年8 - 9月、『春雷』（バウホール） - ニーナ
- 2013年11 - 2014年2月、『Shall we ダンス?』 - 新人公演：アニス（本役：早花まこ）『CONGRATULATIONS 宝塚!!』
- 2014年3月、『ベルサイユのばら-オスカルとアンドレ編-』（全国ツアー） - 小公女／アンドレ（幼少時代）[3]
- 2014年6 - 8月、『一夢庵風流記 前田慶次』 - 新人公演：左近（本役：白渚すず）『My Dream TAKARAZUKA』
- 2014年10 - 11月、『パルムの僧院-美しき愛の囚人-』（バウホール） - サビーナ
- 2015年1 - 3月、『ルパン三世 -王妃の首飾りを追え!-』 - 新人公演：貴族女（本役：此花いの莉）『ファンシー・ガイ!』
- 2015年5 - 6月、『アル・カポネ-スカーフェイスに秘められた真実-』（ドラマシティ・赤坂ACTシアター） - ジェシカ
- 2015年7 - 10月、『星逢一夜（ほしあいひとよ）』 - 新人公演：清（本役：星乃あんり）『La Esmeralda（ラ エスメラルダ）』
- 2015年11月、『銀二貫』（バウホール） - お葉
- 2016年2 - 5月、『るろうに剣心』 - 新人公演：山県友子（本役：梨花ますみ） エトワール[注釈 1][3]
- 2016年6 - 8月、『ローマの休日』（中日劇場・赤坂ACTシアター・梅田芸術劇場） - アクセサリー売り 退団公演[3]

## 宝塚歌劇団退団後の主な活動

### 舞台
- 2018年1 - 2月、『マタ・ハリ』（梅田芸術劇場・東京国際フォーラム）[3]
- 2018年11 - 12月、『TOP HAT』（東急シアターオーブ・梅田芸術劇場） - スプレット[3]
- 2019年6 - 8月、『エリザベート』（帝国劇場）[3]
- 2022年9月、『Dramatic City “夢”』（東京建物 Brillia HALL・ドラマシティ）[3]
- 2023年10月、『Greatest Dream』（梅田芸術劇場・東京建物 Brillia HALL）[3]
- 2024年5 - 6月、『ベルサイユのばら50～半世紀の軌跡～』（梅田芸術劇場・東京建物 Brillia HALL・御園座）

#### TV
- 2017年7月26日『THEカラオケ★バトル』（テレビ東京系列）